# Positive Black Soul
Positive Black Soul (PBS) — grupa hip-hopowa pochodząca z Senegalu. 
Grupę na początku lat dziewięćdziesiątych XX wieku założyło dwóch raperów: Awadi i Doug E. Ich muzyka jest połączeniem tradycyjnej muzyki senegalijskiej ze współczesnymi brzmieniami. Styl, który reprezentują nazywany jest Senerapem. PBS rapują w trzech językach: angielskim, francuskim oraz lokalnym wolof.
Występowali, obok Dead Prez, Macy Gray, Taliba Kweli, Kelis, na płycie Red Hot + Riot (zwanej również Red Hot + Riot: The Music and Spirit of Fela Kuti) z której zebrane środki przeznaczone są na walkę AIDS. Piosenki na tej płycie były inspirowane twórczością Fela Kuti. PBS wykonywali piosenkę "No agreement".

## Dyskografia
- Boul Fale Boubess (1994)
- Salaam (1995)
- Daw Thiow (1996)
- Wakh Feign (1996)
- New York-Paris-Dakar (1997)
- Revolution (2000)
- Run Cool (2001)
- New York/Paris/Dakar (2003)